# Кобук (річка)
Кобук (англ. Kobuk River) — річка на північному заході штату Аляска, США. Має близько 451 км в довжину; площа басейну — 31 850 км²..
Річка бере початок витікаючи з озера Вокер, однак її верхів'я знаходяться до сходу від озера, в горах Ендікотт, на території національного парку Гейтс-оф-зе-Арктик. В верхній течії тече на південь, прорізаючи в горах глибокий каньйон, а потім повертає на захід та тече вздовж південного схилу хребта Брукса по широкій заболоченій долині. При впадінні в бухту Хотам затоки Коцебу Чукотського моря приблизно в 48 км до південного сходу від міста Коцебу річка утворює широку дельту.
Річка Кобук скована льодом 6 місяців в році. В середній течії річки розташований національний парк Кобук-Валлі. На берегах річки знаходяться міста Амблер, Шангнак та Кайана.